# Manhattanská deklarace: Výzva křesťanského svědomí
Manhattanská deklarace: Výzva křesťanského svědomí (angl. Manhattan Declaration: A Call of Christian Conscience) je manifest sestavený 20. října 2009 představiteli křesťanských církví v USA a vyhlášený 20. listopadu téhož roku, který se staví za posvátnost lidského života, manželství jako trvalý svazek muže a ženy a svobodu vyznání a svědomí. 
Deklaraci podle organizátorů podepsalo do února 2010 přibližně 423 tisíc lidí, včetně asi 250 představitelů  katolíků, pravoslavných a protestantů. Autoři se v ní obracejí ke všem lidem dobré vůle, které vyzývají k podpoře. Deklarace výslovně konstatuje, že není spojena s žádnou politickou stranou či politickým hnutím. 

## Tvůrci a signatáři
Autory deklarace jsou evangelikální vůdci Charles Colson, Robert P. George a Timothy George. Mezi náboženskými vůdci, kteří ji podepsali, jsou např. katoličtí arcibiskupové Timothy Dolan, kardinál Rigali a Donald Wuerl, aktivisté Tony Perkins a James Dobson, prezident Národního svazu evangelikálů Leith Anderson a pravoslavný arcibiskup Jonáš.
Mimo náboženské vůdce podpořily deklaraci i rozličné další osobnosti veřejného života, mezi jinými např. Chuck Norris.

## Obsah deklarace
Deklarace vyzývá k podpoře
- 1) posvátnosti lidského života (obrací se proti potratům, euthanasii atd.)
- 2) instituce manželství jako trvalého svazku muže a ženy, který tvoří základní instituci lidské společnosti (obrací se proti stejnopohlavním manželstvím a soužití s mnoha partnery)
- 3) náboženské svobody, která je ohrožena tím, že těm, kdo obhajují posvátnost života a tradiční manželství, není dovoleno svobodně projevovat své přesvědčení, a dále poukazuje na možnost občanské neposlušnosti.